# Centro Universitário Eniac
O  Centro Universitário Eniac  é uma Instituição Educacional, localizada no centro da cidade de Guarulhos, estado de São Paulo fundada em 12 de Dezembro de 1985. Hoje, além do Colégio que vai do ensino Infantil ao Médio, oferece cursos nos níveis técnico, graduação e pós nas áreas de Informática, Gestão, Engenharia, Saúde e Licenciaturas.

## História
Em Dezembro de 1985, o Diretor Geral da Mantenedora Edvac Serviços Educacionais S/C Ltda., o Prof. Ruy Guérios, inicia o funcionamento do curso técnico na área de Informática, Processamento de Dados. Em 1988, foi introduzida a disciplina de informática na grade curricular do Ensino Fundamental.
Em 2005 a Faculdade Eniac conquistou o primeiro lugar no ranking do MEC, em Guarulhos e região, e o título de primeira faculdade no Enade. Feito que se repetiu em 2007, 2009, 2010.,2011 e 2012. Ainda em 2005 a equipe de robótica 'ENIAC Challengers Team' conquistou o 2º lugar no Torneio Mundial de Robótica em Houston, Estados Unidos 
Em 2008 foi construído o primeiro prédio Green Building do país e foi implantada a primeira usina de tratamento de água e esgoto. Além disso, a TV Eniac venceu a competição internacional de documentários da Panasonic.
Em 2011 o Eniac se tornou um Pólo Tecnológico de Guarulhos e região, propondo cursos a distância nos níveis técnico, superior e pós-graduação

## CPA
A organização da CPA do Centro Universitário Eniac obedece a um regimento regulado pelo Conselho Acadêmico da instituição o qual estabelece diretrizes para a quantidade de membros, composição, duração de mandato e dinâmica de funcionamento.
A CPA do Centro Universitário Eniac é prioritariamente composta por pessoas engajadas na missão da instituição e capazes de interagir construtivamente no processo de autoavaliação.
É através do processo de autoavaliação que o Centro Universitário Eniac constrói conhecimento sobre sua realidade e busca compreender o significado das suas atividades para as partes interessadas (alunos, professores, colaboradores, comunidade etc).
Para isso sistematiza informações e analisa suas realizações a fim de melhorar a qualidade dos seus serviços e desvendar melhores formas de organização, administração e gestão, bem como estabelecer estratégias para alcançar maior relevância social.
Uma das ações da CPA do Centro Universitário Eniac é realizar periodicamente pesquisas junto aos alunos, professores e colaboradores para aferir a qualidade do ensino bem como a percepção do ambiente de trabalho.

## Eniac Innovation
O Eniac Innovation é um projeto de inclusão social e profissional que promove o desenvolvimento de alunos e comunidade através de ações engajadas nos problemas da sociedade e indústria.
Células: CRC (Centro de Recondicionamento de Componentes), ENIAC Challengers Team Robótica Educacional, ENIAC Sustentável, Suporte Científico, Arapa Museu Tecnológico  e Projetos Tecnológicos
Em 2013 o Eniac Innovation promoveu o 2º Natal Solidário Eniac, que distribuiu brinquedos para cerca de 400 crianças de instituições carentes de Guarulhos, o projeto contou com a participação de alunos, funcionários e parceiros do Eniac.